# PANKOW
Succesul webului semantic este dependent de existența unor ontologii corespunzătoare și de proliferarea paginilor web adnotate cu metadate conforme acestor ontologii. Obținerea metadatelor prin definirea manuală a unor reguli de extracție a informației necesită o muncă titanică, timp și experiență de înalt nivel. PANKOW (prescurtare din engleză de la Pattern-based Annotation through Knowledge on the Web, Anotare prin similaritate utilizînd informația incorporată de web) reprezintă o metodă de auto-anotare bazată pe numărarea paginilor web care includ anumite șabloane lingvistice specificate. Este o abordare similară invățării automate nesupravegheate a corespondenței dintre anumiți termeni și categoriile unei ontologii, ce combină ideea folosirii șabloanelor lingvistice în identificarea relațiilor ontologice cu idea de folosire a Internetului ca sursă gigantică de informație.
Sistemul caută în textul HTML care descrie paginile de Internet termeni care ar putea constitui exemple de categorii ale ontologiei. În general aceștia sînt substantive comune ce pot fi identificate cu algoritmi specifici de separare a unităților lexicale. Substantivele comune candidate și termenii ontologiei sînt combinați în șabloane lingvistice ce sînt apoi utilizate ca termeni de căutare în Google. În final, pentru fiecare combinație substantiv-categorie ontologică, sistemul rezumă rezultatele interogării la un număr total de pagini regăsite incluzînd combinația respectivă, și atribuie termenul (substantiv comun) categoriei ontologice cele mai relevante din punct de vedere al acestui număr. PANKOW este ca performanță la nivelul sistemelor celor mai moderne din domeniu, în plus fiind mai simplu și mai intuitiv în ce privește anotarea paginilor Internet.
Proiectul PANKOW a fost inițiat la Universitatea Karlsruhe, Germania, în 2004.